# Delphacodes platystylus
Delphacodes platystylus är en insektsart som först beskrevs av Henry Fairfield Osborn 1930.  Delphacodes platystylus ingår i släktet Delphacodes och familjen sporrstritar. Inga underarter finns listade i Catalogue of Life.